# 奥澤神社
奥澤神社（おくさわじんじゃ）は、東京都世田谷区奥沢にある神社。かつてこの地を領していた吉良氏の家臣、大平氏が室町時代に奥沢城を築城するにあたって世田谷郷東部の守護神として勧請したものと伝えられる。古くは八幡神社と称し、明治期に近隣の神社を合祀した際に奥澤神社と改称した。江戸時代中期から続く大蛇お練り神事は世田谷区指定無形民俗文化財の指定を経て、2016年（平成28年）3月11日に東京都の無形民俗文化財（風俗慣習）に指定された。

## 歴史
奥澤神社の発祥は、室町時代までさかのぼる。奥沢地区近辺は、南北朝時代の貞和年間（1345年-1349年）頃に吉良氏の領地となった。奥澤神社の発祥について、社伝では室町時代に入って吉良氏家臣の大平氏が奥沢城を築くにあたり、世田谷郷東部の守護神として八幡神を勧請したものと伝えている。当初は八幡神社と呼称され、吉良氏が各地に建立した「世田谷七沢（しちざわ）八八幡（はちはちまん）」の1つに数えられていた。
1590年（天正18年）、後北条氏の滅亡とともに吉良氏の勢力も衰え、奥沢近辺は徳川氏の直轄領とされて荏原郡世田谷領奥沢村となった。1662年（寛文2年）、村の西方が開墾された後に1669年（寛文9年）に検地を受けて「奥沢新田村」（現在の奥沢四丁目から八丁目の付近）が成立し、従来からの奥沢村（現在の奥沢一丁目から三丁目、及び四丁目の東側付近）は「奥沢本村」と呼ばれるようになった。八幡神社は奥沢新田村の鎮守となった。文化・文政期（化政文化の時期）に編纂された『新編武蔵風土記稿』巻之五十 荏原郡之十二では「村ノ東ノ方ニアリ。本社三間半ニ一間、拝殿二間ニ三間、前ニ鳥居ヲ建ツ。（中略）祭礼九月十五日、村民ウチヨリテ神楽ヲ奏ス。下沼部村密蔵院持（後略）」とあり、下沼部村（現在の大田区田園調布付近）の密蔵院（真言宗智山派、大田区田園調布南24番18号に現存）が別当寺を務めていた。
明治時代に入ると、奥沢一帯は品川県に属することになった。続いて明治4年（1871年）には廃藩置県、大区小区制によって「東京府第7大区第6小区」となった。1875年（明治8年）3月の『神社明細簿』という資料によると、祭神は応神天皇で「創建年月不詳旧社号八幡大菩薩ト相称候」とあり、前年4月に村社に定められている。
奥沢本村と奥沢新田村の両村は、1878年（明治11年）の小区制廃止とともに合併して奥沢村となった。奥沢村は1889年（明治22年）に尾山村、等々力村、上野毛村、下野毛村、野良田村、瀬田村、用賀村が合併して新たに発足した玉川村の一部となった。
1909年（明治42年）10月には、旧奥沢本村の鎮守である子安稲荷神社が合祀された。子安稲荷神社は倉稲魂之命を祭神とし、現在の奥沢一丁目11番地付近に鎮座していた。明治時代の初めごろ、子安稲荷神社の一帯は「稲荷山」と呼ばれていた。この神社の氏子は26戸と少なかったため、秋祭りは毎年行うことがなかったと伝わる。
八幡神社は子安稲荷神社の合祀を機に、「奥澤神社」と名を改めた。昭和期に入る前後に一時神職不在の時期があり、荏原郡衾村（現在の目黒区碑文谷）の氷川神社から神主が来ていたという。
『新編武蔵風土記稿』巻之五十で言及されていた本殿は、1912年（明治45年）に九品仏浄真寺に移築の上改修されて観音堂となった。1913年（大正2年）に建立された本殿も、同じく九品仏浄真寺に移築されて五社として祀られた。2回にわたる本殿の移築の経緯は不明とされるが、1985年（昭和60年）の『奥沢 世田谷区民俗調査第5次報告』では当時の禰宜の話として「単に置き場所に困っただけではないか」という説を載せている。なお、九品仏浄真寺との特別の関係はないという。その後、1970年（昭和45年）に本殿が再建された。
奥澤神社は、世田谷区立八幡小学校の発祥地である。慶応の末に、この神社の社寮に下沼部村向河原の人（名は不明）が土地の子弟を集めて、そろばんや読み書きなどを教えた。その後に小林大次郎という名の浪人が、その仕事を引き継いだ。さらに東京府士族の松沢弘義が寺子屋を始め、さらに茨城県人の池田孝一郎が「池田学校」と名を改めて授業を続けた。1879年（明治12年）12月20日、戸長の毛利多喜蔵などが社寮の一部を改修して認可を得、神社名をとって「八幡小学校」と命名した。開校当時の児童数は30名、校舎の広さは15坪（約49.6平方メートル）であった。その後1884年（明治17年）9月に隣接地での校舎新築を経て、1902年（明治35年）8月5日に現在地（世田谷区玉川田園調布二丁目17番15号）に移転した。これを記念して、1970年（昭和45年）11月29日に「八幡小学校発祥之地」記念碑が境内に建立された。

## 祭神と境内社
奥澤神社の祭神は、誉田別命（応神天皇）と倉稲魂之命の2柱である。歴史の節で説明したとおりもともとの祭神は誉田別命で、倉稲魂之命は旧奥沢本村の鎮守である子安稲荷神社の祭神であった。
神社の境内社としては、本殿及び八幡小学校発祥地碑の裏手付近に弁才天社が祀られている。この弁才天社は「福寿弁天」と呼ばれていて、かつて奥沢駅の南方100メートルほどのところにあった湧水池に鎮座していたものを、1950年（昭和25年）に移したものである。
この弁才天社の前にある石柱には、1737年（元文2年）11月11日の日付と和田和右衛門およびその妻せんの名が刻まれている。神体の石祠裏面には、1821年（文政4年）に奥沢本村の領主および村人によって神体が再建された旨の記述があるという。1933年（昭和8年）には、それまでの社が老朽化したため新たに造り直した。当時は「サンの日」が弁才天の縁日であり、毎月3日・13日・23日の各日に近隣の商店街の人たちがオスワリ（餅）、神酒、果物などを供えていて、出店が並ぶほどの賑わいを見せていた。特に4月13日の縁日には、奥澤神社から宮司が修祓に来ていた。
弁才天社の旧地である湧水池は「奥沢弁天池」の名で呼ばれ、池の主の白蛇が奥沢の田畑に水の恵みを与えていたと伝わる。ただし池の跡地は商店街となっていて、その名残を確認することはできない。

## 境内と文化財

### 境内

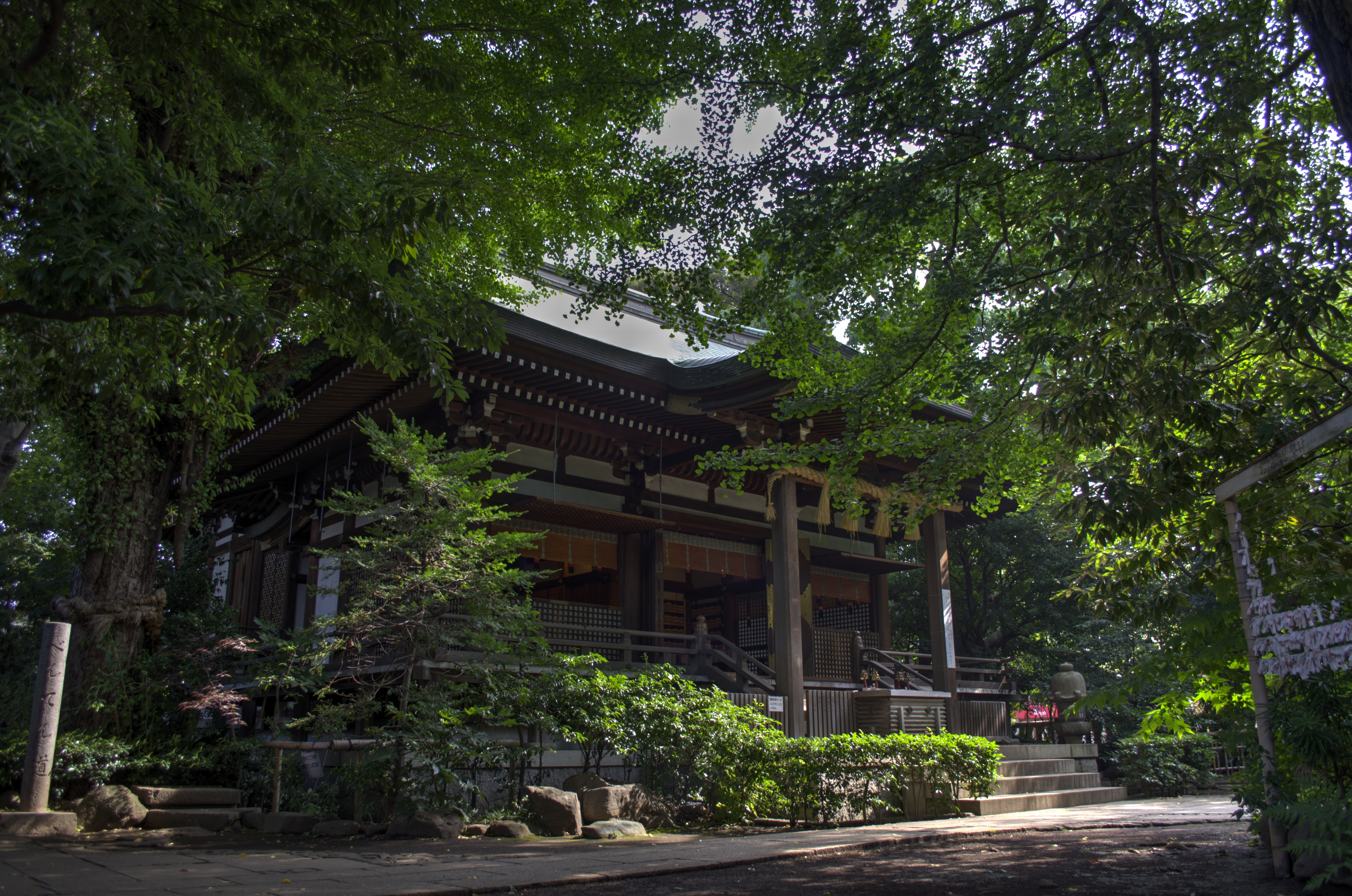
本殿

緑の多い境内は、1978年（昭和53年）3月1日に世田谷区の保存樹林地に指定されている。世田谷区の保存樹木に指定されたシイノキがあるが、この木は幹が空洞になって皮だけで生きている状態のため「皮だけシイノキ」と呼ばれている。1988年（昭和63年）発行の『世田谷区名木百選』によれば、樹高は3メートル、幹回りは1.7メートルを測っている。
鳥居をくぐって境内に入ると、狛犬一対が鎮座している。その近くには、「奥沢開発三百年記念碑」が建っている。この記念碑は、1962年（昭和37年）10月に奥沢村開発300年を記念して神社の氏子有志が狛犬と石灯籠とともに献納したものである。その他に境内には、「八幡小学校発祥之地」記念碑を始めとして、32貫（120キログラム）の重さのある力石、道標（奥沢一丁目18番3号に現存する浄土宗大音寺そばから移築されたもの）、日清・日露両戦役慰霊碑などが存在する。
境内には、地蔵尊や庚申塔なども祀られている。1735年（享保20年）の「子育延命地蔵尊」は地蔵尊女講中の奉納による。庚申塔には「享保三年」の銘があり、「青面金剛講中」のものである。「文政三年「下沼部村密蔵院現住廣照」と刻まれた「南無大師遍照金剛」の碑もあり、密蔵院が奥澤神社の別当寺であったことを裏づけている。
境内社の弁才天社は、祭神と境内社の節で記述したとおり南方100メートルほどのところにあった湧水池から1950年（昭和25年）に移転してきたものである。1972年（昭和47年）には、弁才天社の築山を造園している。

### 建造物
境内には本殿（祝詞殿と拝殿を含む）、神楽殿、手水舎、社務所がある。『新編武蔵風土記稿』では建造物について「本社三間半に一間、拝殿二間に三間、前に鳥居を建つ、本社の右に四間に二間の寮あり、社を護るものここに居れり（後略）」と記述している。1875年（明治8年）の『神社明細簿』という資料所載の境内配置図を参照すると、本社は南を向き、東南に神楽殿、西に末社、東南方向隅に鳥居がある。ただし、『新編武蔵風土記稿』で「本社の右」と記述されていた寮（社務所）は、本社の左側（西方向）に移転している。
鳥居は通りに面して建ち、前年の大蛇お練り神事で使用された藁製の大蛇が巻き付いている。この鳥居は、1939年（昭和14年）にそれまでの木造のものから石造に取り替えられた。以前の鳥居は、厳島神社（広島県廿日市市）の海中に建つ大鳥居と同じ「四脚鳥居」という形状であった。
歴史の節で既に触れたとおり、奥澤神社の旧本殿は2度にわたって九品仏浄真寺に移築された。旧本殿2棟は、世田谷区教育委員会によって「世田谷区社寺調査」の対象となり、その結果が『世田谷区社寺史料 第二集 建築編』で公表されている。1970年（昭和45年）に再建された本殿は、良質の尾州産ヒノキ材を用いて室町時代の建築様式を再現している。

## 信仰

### 氏子
旧奥沢本村の鎮守である子安稲荷神社を合祀して奥澤神社となった当時、氏子は奥沢村の全戸であった。1935年（昭和10年）頃から転入者が増えて戸数が3,000戸ほどになったときも、転入者は氏子の義務として年1円の維持費を負担していた。1985年（昭和60年）の『奥沢 世田谷区民俗調査第5次報告』によれば、2,000戸の氏子が年600円の維持費を納めていた。『奥沢 世田谷区民俗調査第5次報告』では、氏子の減少の理由について当時の禰宜の話として「年寄が亡くなり、世帯主が代わった事、特定の宗教に入信したこと」を挙げることが多いと記述していた。
神社の当番は、「カミ」、「ナカ」、「シモ」の各ズシが1年交替で務めていた。氏子の総代は「宮大将」とも呼ばれ、1985年（昭和60年）の時点では14人いた。以前は旧奥沢一丁目 - 三丁目から選ばれていたが、その後現在の奥沢一丁目-八丁目から原則2名ずつ選出されていた。ただし、2名というのは流動的なものであり、手薄になった場合は補充することもできる。総代の選出方法は選挙などではなく、人望や経済状態、そして家柄などを考慮の上で選ばれるため、「世襲」の形になるという。氏子総代の上には責任総代がいて、1985年（昭和60年）の時点では2名がこの役を務めていた。責任総代には定員は特になく、宮司や氏子総代の監督、税務署に提出する神社の財政決算書の確認、総会での決算報告などを行う。
奥沢地区では、子供が生まれた家は奥澤神社への宮参りを行っていた。誕生後に男の子は31日目、女の子なら33日目に参拝し、これは「氏子入りを果たす」という意味での参拝であった。宮参りに子供を連れていくのは姑か実家の母親であり、父親や仲人の妻などが付き添う場合もあった。ただし、太平洋戦争前頃までは、母親は「産後75日を過ぎなければ参拝をしてはいけない」とされていたため、たとえ一緒に行っても神社境内の外で待たされていたという。

### 雨乞い
奥沢村では、大正時代中期頃まで雨乞いを行っていた。夏に日照りが続いたときには村民から足の速い者を選び、神奈川県の大山阿夫利神社まで水をもらいに赴いていた。大山阿夫利神社へ赴く村民は二子の渡しから船で対岸に渡り、厚木街道を経る道筋をとっていた。残りの村民の中から、途中まで出迎えに行く人がその後を追って出発した。
2人はあらかじめ落ち合う場所を決めておき、後から出発した村民が大山阿夫利神社からもらった水を入れた竹筒を受け取って奥澤神社まで運んだ。先に村を出た村民は、急ぐことなく奥沢村へ戻ってきた。この道中では大山阿夫利神社からもらった水を入れた竹筒を運ぶ途中はもちろん、受け渡しの際にも立ち止まることは許されなかった。その理由は、立ち止まるようなことがあるとその場で雨が降ってしまうと信じられていたからであった。
奥澤神社の境内には、水の入ったヒトダル（四斗樽、約72リットル）が用意されて竹筒の到着を待ち受けている。竹筒に入れられた大山阿夫利神社の水はこのヒトダルに注がれ、当番の人々（「カミ」、「ナカ」、「シモ」の各ズシが交替で当番を務めた）が掛け念仏を唱えながらその周囲を巡る。当番の人々は「トンボ」というT字型の藁製の道具を手に持ち、それをヒトダルの中に浸しながら境内に水を撒く。
1度目の雨乞いを行っても雨が降らなかったときは、別の地域の人々に交替して再度雨乞いが執り行われた。雨乞いの後に降雨があると、1日農作業を休んで「オシメリ正月」と称した。

## 年中行事・祭礼等

### 年中行事
年中行事は、次のとおり執り行われる。
- 1月1日-7日：初詣 氏子の人々は、主に元旦の午前3時までに詣でるという[28]。1985年（昭和60年）の時点では、初詣客の数は3000人ほどであった[28]。
- 5月朔日-9月朔日（5-9月の各朔日）：縁日[28]。
- 6月30日：大祓[28][42] 藁で作った大きな輪を境内に飾り、これを「チノワ」と呼ぶ[42]。神社に詣でる人はこの輪をくぐって中に入る[42]。大祓は12月31日にも行われる[42]。
- 9月第2土曜日と第2日曜日：例祭（後述）
- 11月15日：七五三祝[43]
- 12月31日：大祓[42]

### 祭礼「奥澤神社の大蛇お練り神事」

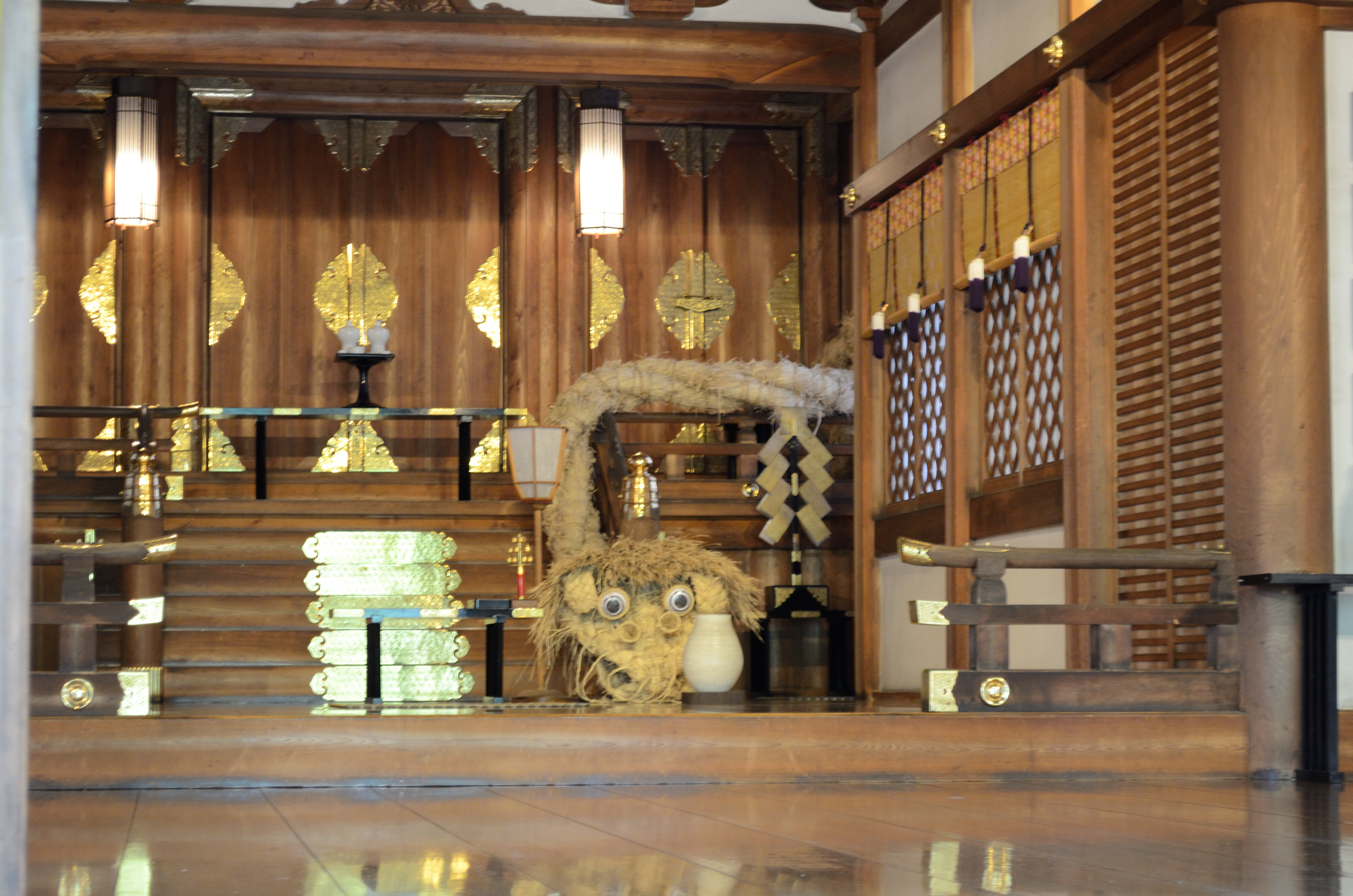
本殿に安置されている大蛇

奥澤神社の祭礼について、『新編武蔵風土記稿』巻之五十には「祭礼九月十五日、村民ウチヨリテ神楽ヲ奏ス」との記述しか見当たらない。一般には9月第2土曜日に行われる「奥澤神社の大蛇お練り神事」が知られている。
この神事については、次のような由来が伝えられている。江戸時代の中頃、奥沢の地に疫病が蔓延した。ある夜名主の夢枕に八幡神が現われた。八幡神は「藁で作った大蛇を村人が担いで村内を巡行させよ」と名主に告げた。名主は早速夢告に従って新藁で大きな蛇を作り村内を巡行させたところ、疫病は程なくして治まった。藁の大蛇は厄除けの守護神として崇められ、年に1度村内を巡行する祭が始められた。
お練りは例祭の最初のセレモニーとして行われる。午前10時に氏子たちの手で本殿から大蛇が担ぎ出され、宮司から修祓を受ける。拝殿前にある大イチョウを左回り（反時計回り）に3回巡り、鳥居をくぐって巡行を開始する。巡行の先頭は榊持ち1人、紙吹雪を撒く係1人、そして宮司となる。宮司の後ろには、警固役として高張提灯持ち2人が従う。高張提灯持ちの次に大蛇が続くが、頭部は担ぎやすいように木の枠が取り付けられていて、これを4人がかりで担ぐ。大蛇の胴体部分は10人前後が担ぐ。巡行の最後尾は、大蛇の後に従う高張提灯持ち2人となる。周囲には各睦（共栄睦、商睦、あずま睦、諏訪山睦、本町睦、奥沢南睦、九品仏睦）からの役員10名ほどが付き添って車と人の通行に配慮し、車の流れが途切れているときには大蛇を左右に動かしながら担いで蛇の這う様子を表現する。大蛇を作った際に残った藁の束を抱えた役員1人が、沿道の人々に厄除けとして藁を配る。
掛け声は「わっしょい!わっしょい!」で統一され、各睦が設置した神酒所7か所などの町内約4キロメートルの距離を2時間半ほどかけて巡行する。神酒所を回る順番は、共栄睦、商睦、あずま睦、諏訪山睦、本町睦、奥沢南睦、九品仏睦となっている。神酒所で担ぎ手は宮司から修祓を受け、各睦との境目で次の睦の者と担ぎ手を代わる。

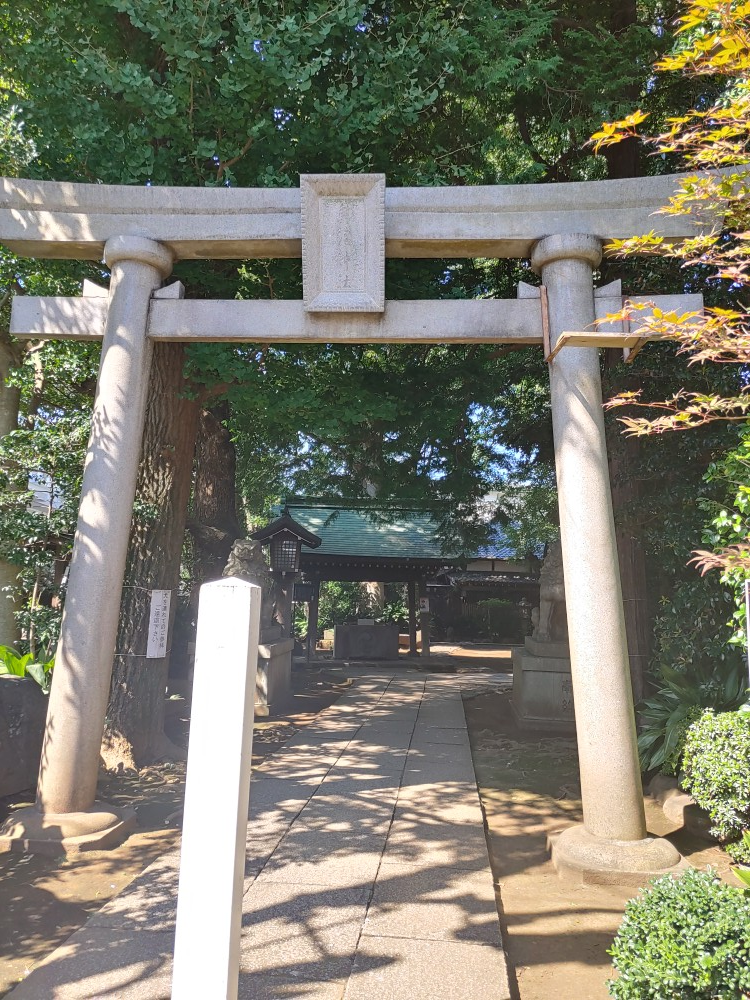
奥澤神社の鳥居（2021年9月）、2年連続で例大祭は中止となった。

正午過ぎに九品仏睦が担ぐ大蛇が環状8号線まで到着すると、交通規制の関係で大蛇は車両に積み込まれて、奥沢駅南側の三叉路付近まで運搬される。車両から大蛇が降ろされると、各睦の代表者たちが担ぎ手となって自由通りを約200メートルほど神社へ向かって巡行を続ける。巡行を終えた大蛇は、本殿に1年間安置された後に神職が修祓を行い、奥澤神社の鳥居に以前の大蛇と交代するかたちで巻きつけられて飾られる。
大蛇お練り神事は、1939年（昭和14年）から1957年（昭和32年）にかけて中断されていた。中断に至った理由は、木造の鳥居から石造の鳥居に替えた際に「石の鳥居では大蛇の腹が冷えてしまうだろう」と気づかったためという。その後1958年（昭和33年）になって、「神社は古いことを見直し、伝えるべきである」との当時の宮司の働きかけによって再興された。
大蛇の制作は、毎年9月の第1日曜日、朝9時に氏子の有志（「奉製者」と呼ばれる）が集まって宮司から修祓を受けた後に開始される。制作に使用する藁は、もち米のものを用いて2-3日前にハカマ（藁の下葉）を除いた上で小さく束ねておく。宮司と約40人の氏子は、頭造りの組と胴体創りの組の2手に分かれて作業を行い、頭部約80センチメートル、胴体部の長さ約10メートル、直径約25センチメートル、総重量約150キログラムに及ぶ大蛇を作り上げる。なお、祭りの中断前は「カミ」、「ナカ」、「シモ」の各ズシが1年ごとの交替制で大蛇を作っていた。その頃は各ズシが大蛇の出来栄えを競い合っていたため、最近の大蛇に比べてよくできていたという。1935年（昭和10年）頃からは各ズシだけで藁を調達することが困難になったため、栃木や群馬からも藁を取り寄せるようになった。他に地元商店街の有志が小型の大蛇を制作している。こちらの大蛇は、四斗樽5本を積み重ねて作られた共栄睦の大神輿に絡めさせられた形で例祭のときに町内を巡行している。小型大蛇の制作を手掛けることによって、藁製の大蛇づくりの技術が若い氏子たちに引き継がれていく。
奥澤神社の例祭はかつて9月15日であったが、明治維新後に太陽暦が導入されると10月15日になり、1974年（昭和49年）からは敬老の日に合わせる形で9月15日に戻った。両日とも囃子が奏されるが、奥沢地区では囃子の演者が絶えている。そのため奥澤神社では、瀬田地区にある瀬田囃子保存会に演奏を依頼している。
大蛇のお練り神事は1977年（昭和52年）のテレビ放映によって知名度が高まり、初詣や厄除けにも奥澤神社の氏子以外の人々が訪れることが増えたという。この神事は、1993年（平成5年）に世田谷区指定無形民俗文化財（風俗慣習）に指定された。2016年（平成28年）には東京都文化財保護審議会により、東京都の無形民俗文化財（風俗慣習）に指定する旨の答申が行われ、同年3月11日付で指定された。東京都文化財保護審議会の答申では藁の大蛇を担いで地域を巡行する形をとるものは都内では他に例がなく、全国的にも珍しいという理由が挙げられた。

## 資料写真

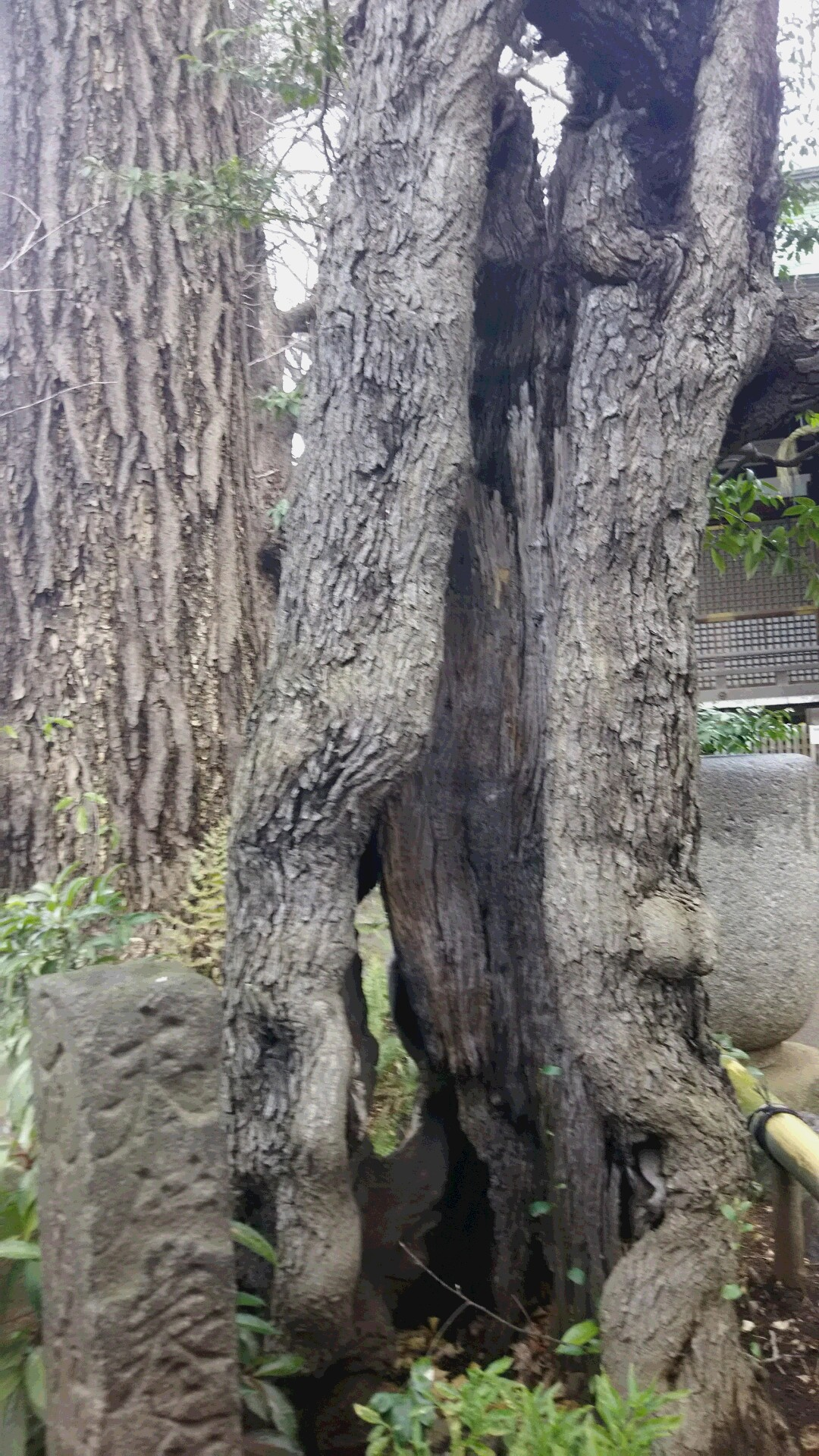
皮だけシイノキ（冬季）
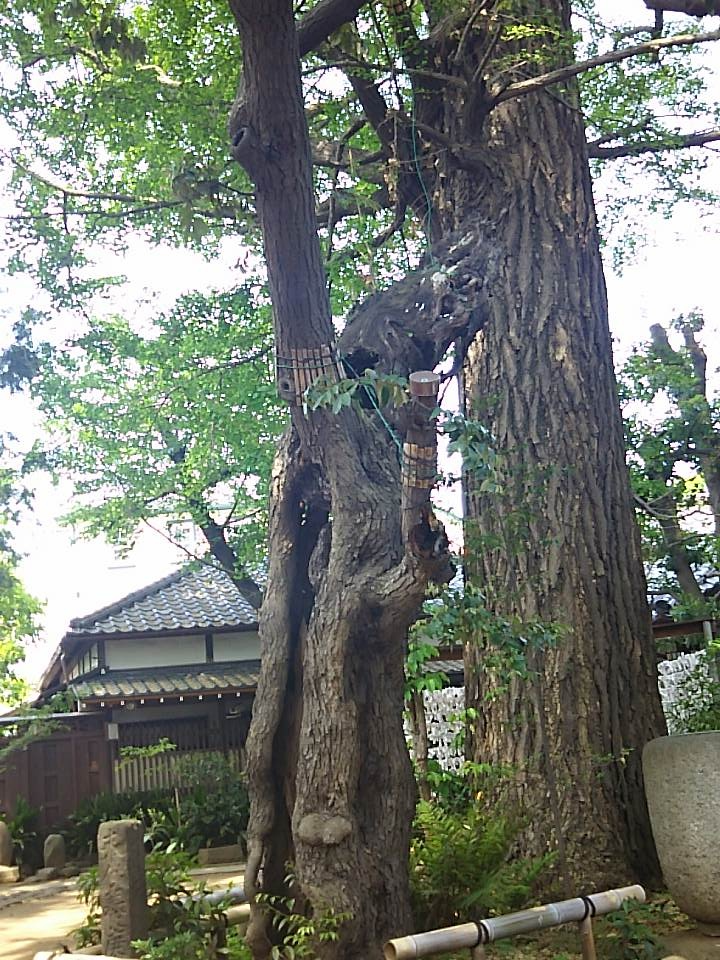
皮だけシイノキ（春季）
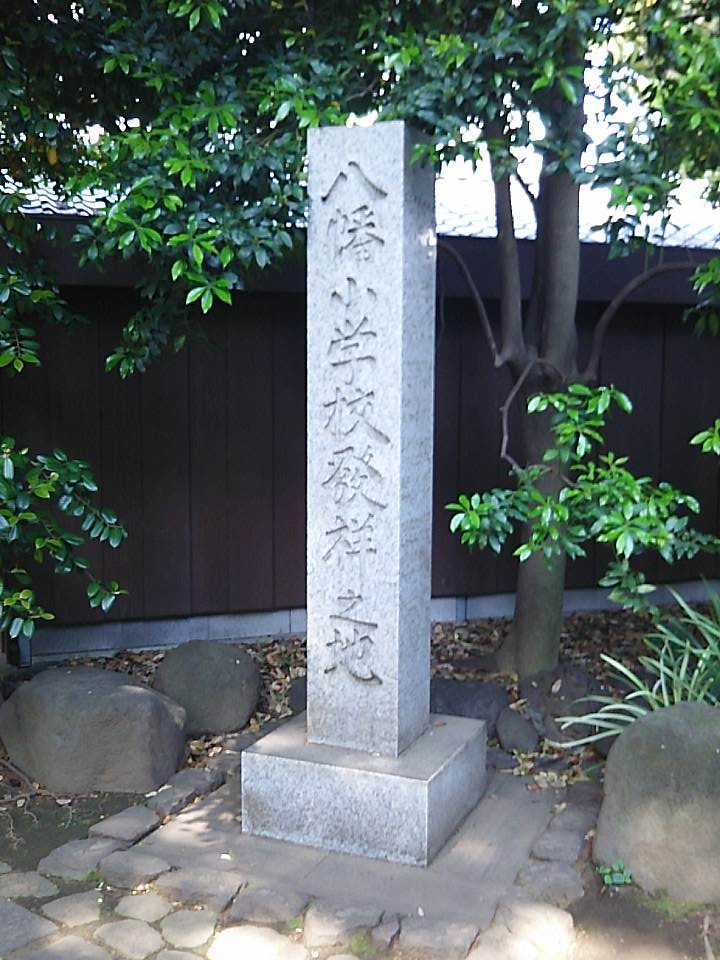
「八幡小学校発祥之地」記念碑
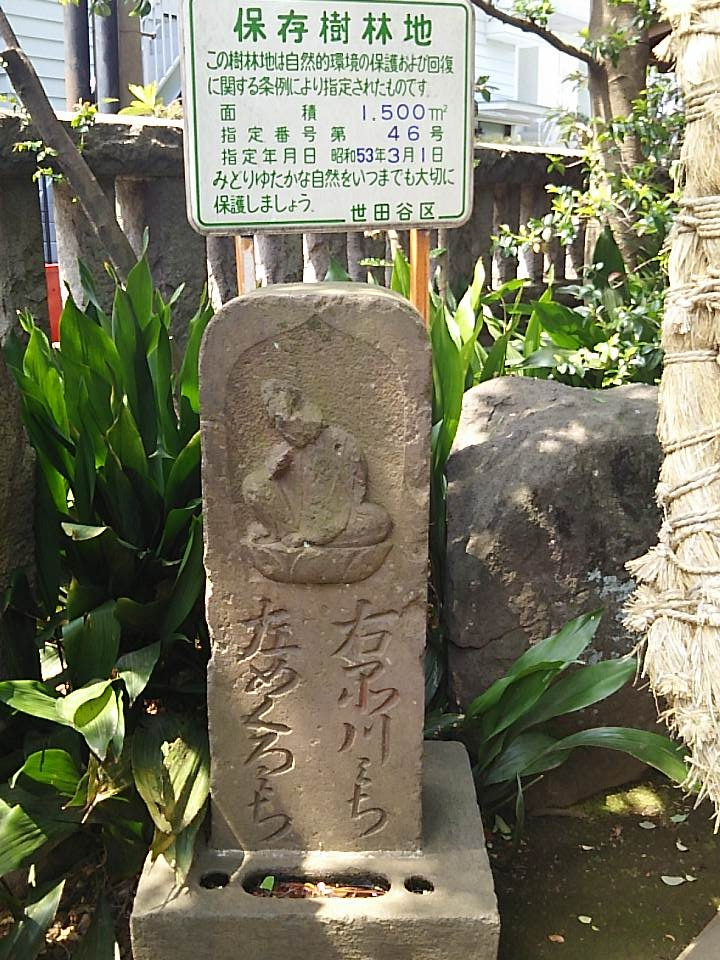
道標
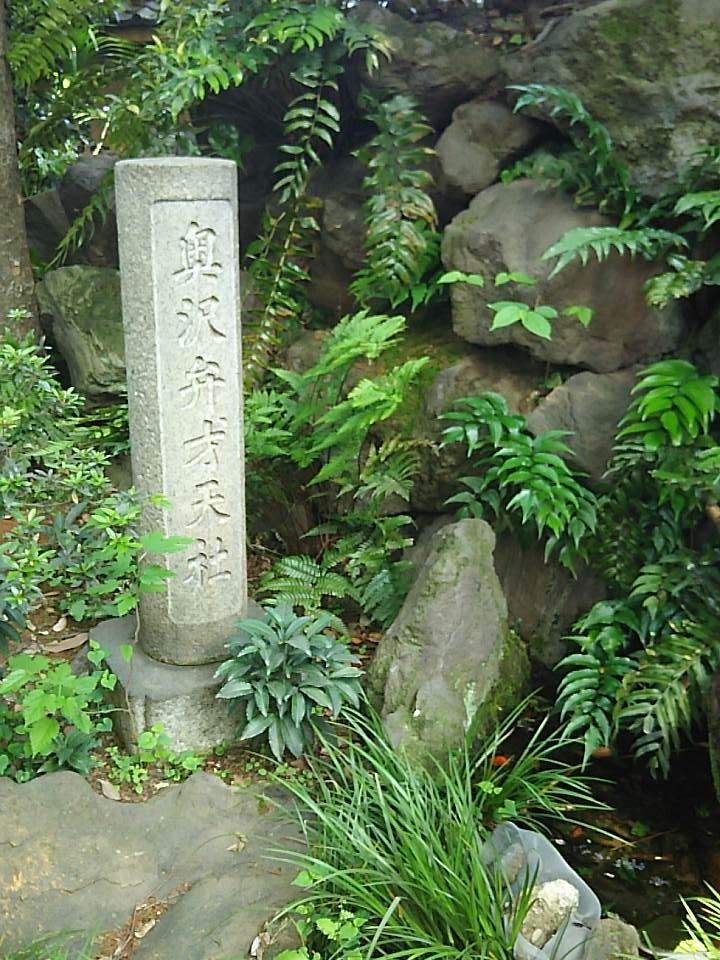
奥沢弁才天社
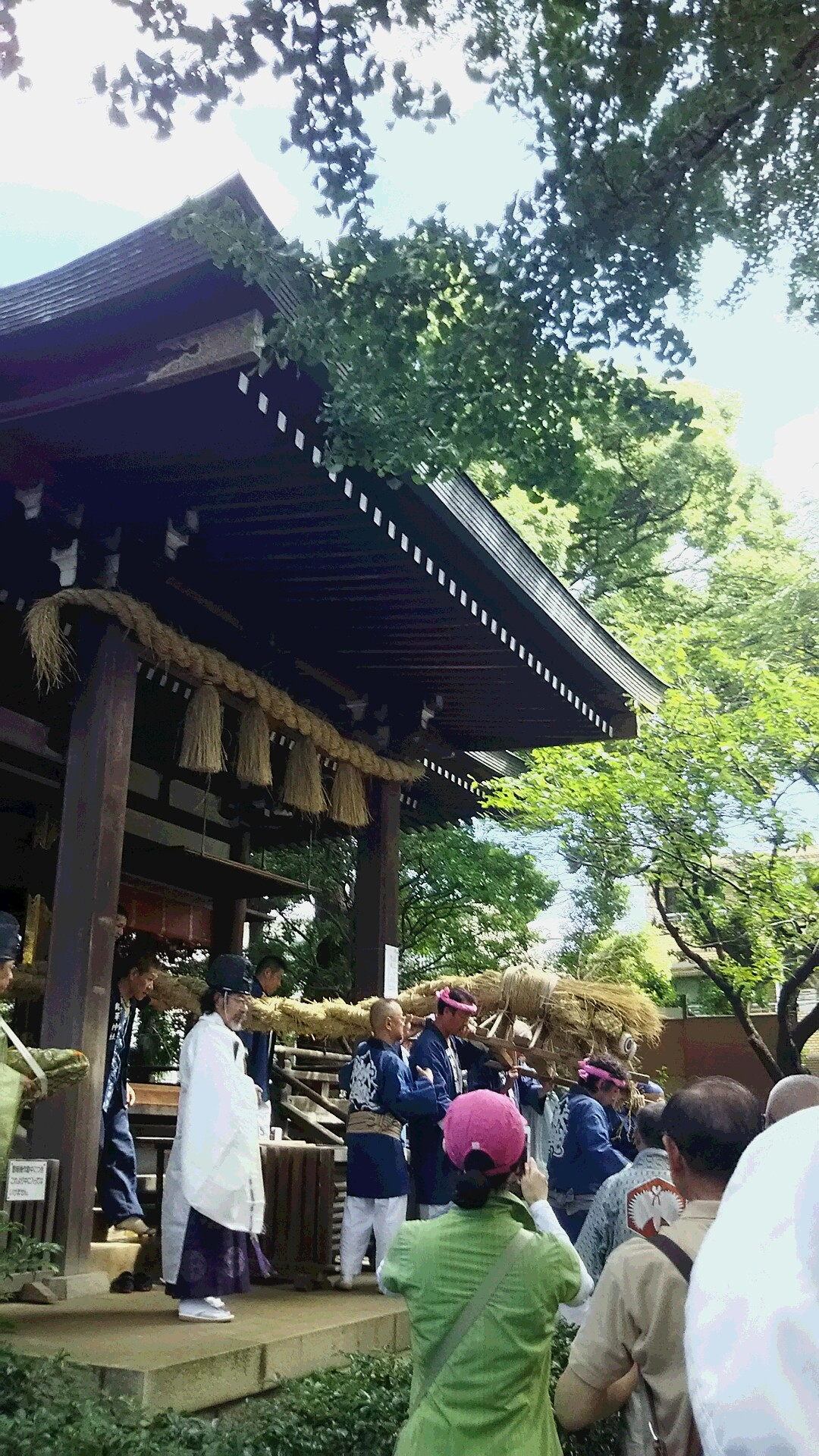
本殿を出る大蛇（2016年9月例大祭）
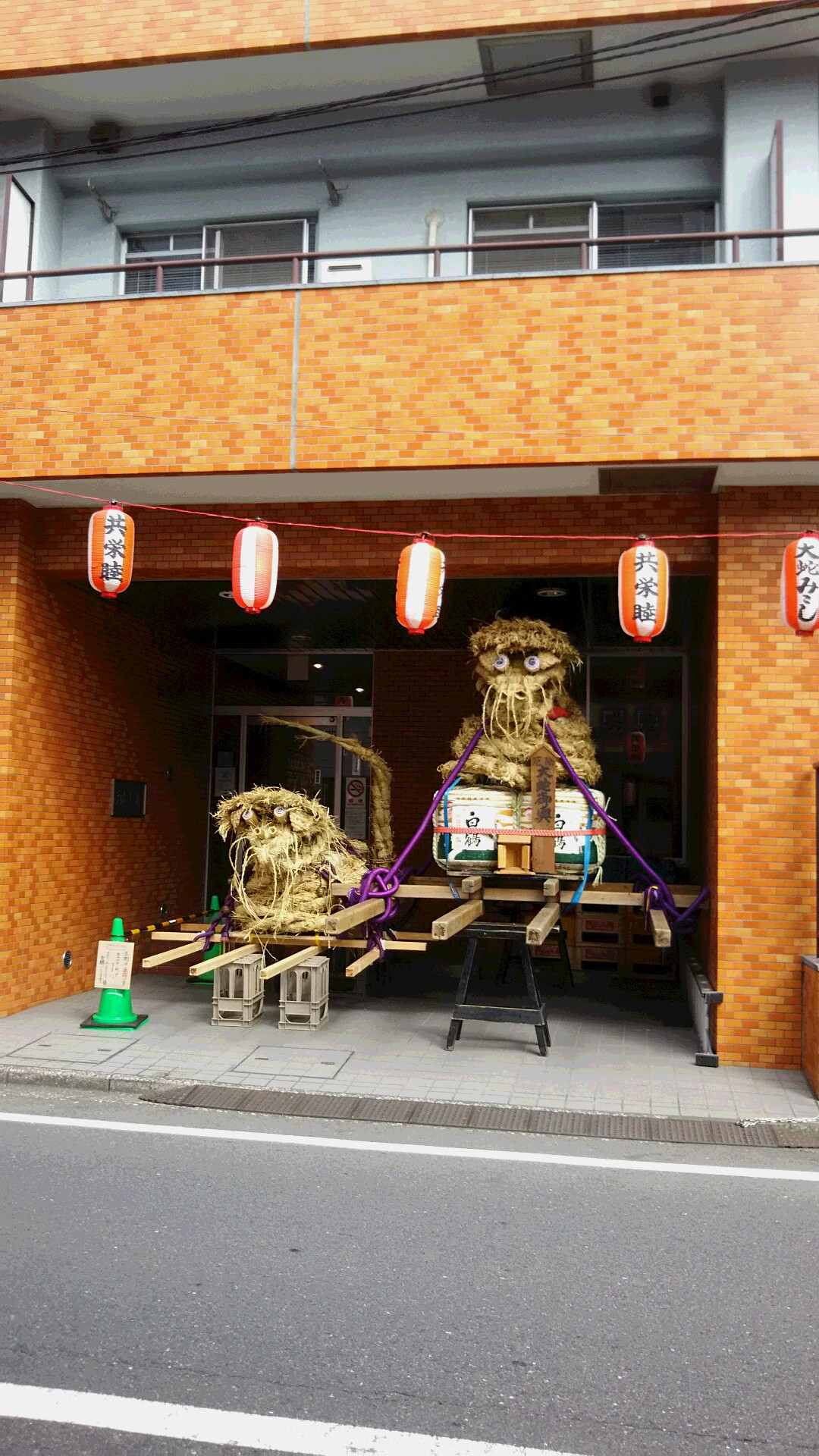
奥澤神社の大蛇神輿（2016年9月例大祭）

## 交通アクセス
所在地
- 東京都世田谷区奥沢五丁目22番1号

交通
- 東急目黒線奥沢駅から徒歩約2分[31]。または東急東横線・東急大井町線自由が丘南口から徒歩約5分[5]。